# 松平斉韶
松平 斉韶（まつだいら なりつぐ）は、江戸時代後期の大名。播磨国明石藩7代藩主。官位は従四位上左近衛権少将、左兵衛督。直良系越前松平家8代。

## 生涯
享和3年（1803年）、6代藩主・松平直周の次男として誕生。初名は直韶。のち、11代将軍・徳川家斉から偏諱を受け斉韶に改名した。
文化13年（1816年）、父の隠居に伴い家督を相続する。文政4年（1821年）に元服する。
天保11年（1840年）に隠居し、家督を養子・斉宣（徳川家斉の二十六男）に譲った。
慶応4年/明治元年（1868年）9月8日（慶応から明治への改元日）、死去。享年66。

## 官歴
※日付は旧暦
- 1815年（文化12年）12月16日、従五位下・左近衛将監に叙任。
- 1816年（文化13年）9月14日、家督相続し、明石藩主となる。
- 1821年（文政4年）12月16日、従四位下に昇叙し、左近衛将監如元。12月22日、左兵衛督に転任。
- 1829年（文政12年）12月16日、侍従に遷任し、左兵衛督兼任如元。
- 1837年（天保8年）3月9日、従四位上に昇叙し、左近衛権少将に転任。左兵衛督兼任如元。
- 1840年（天保11年）2月26日、隠居。

以上

## 系譜
- 父：松平直周（1773-1828）
- 母：逸 - 梅窓院、白須氏
- 正室：季遠姫 - 至誠院、松平直恒娘
  - 長男：松平慶憲（1826-1897） - 松平斉宣の養子
  - 七男：松平直静（1848-1913） - 松平直春の婿養子
- 生母不明の子女
  - 男子：松平直正
  - 女子：里子 - 澤宣種室のち細川行真継室
  - 女子：渋谷教応室
  - 女子：森忠儀正室
- 養子
  - 男子：松平斉宣（1825-1844） - 徳川家斉の二十六男

## フィクションにおける登場
1963年の映画『十三人の刺客』において、暴君・松平斉韶として登場することが知られている。ただし、同作に登場する松平斉韶は明石藩主でこそあるが、将軍の弟といった基本的な来歴は史実の斉韶と異なる。さらに、史実として松平斉韶には暴君と見なされるようなエピソードや、映画のネタ元となったような逸話も存在しない。ただし、将軍の弟という出自や、参勤交代中のトラブルといった逸話は、跡を継いだ松平斉宣に見られる。
2010年のリメイク版においても、登場する暴君の名は松平斉韶であるが、このリメイクに伴って刊行された小説版（谺雄一郎作）では、暴君の名を「斉宣」としている。